# Gatis Čakšs
Gatis Čakšs (Līvāni, 13 giugno 1995) è un giavellottista lettone.

## Palmarès
| Anno | Manifestazione    | Sede      | Evento                       | Risultato      | Prestazione | Note                          |
| ---- | ----------------- | --------- | ---------------------------- | -------------- | ----------- | ----------------------------- |
| 2011 | Mondiali allievi  | Lilla     | Lancio del giavellotto 700 g | 8º             | 66,94 m     |                               |
| 2013 | Europei juniores  | Rieti     | Lancio del giavellotto       | 12º            | 63,90 m     |                               |
| 2014 | Mondiali juniores | Eugene    | Lancio del giavellotto       | Oro            | 74,04 m     | Miglior prestazione personale |
| 2015 | Europei under 23  | Tallinn   | Lancio del giavellotto       | 10º            | 72,48 m     |                               |
| 2017 | Europei under 23  | Bydgoszcz | Lancio del giavellotto       | 8º             | 74,44 m     |                               |
| 2018 | Europei           | Berlino   | Lancio del giavellotto       | 13º (q)        | 78,13 m     |                               |
| 2019 | Mondiali          | Doha      | Lancio del giavellotto       | 21º (q)        | 79,94 m     |                               |
| 2021 | Giochi olimpici   | Tokyo     | Lancio del giavellotto       | 18º (q)        | 78,73 m     |                               |
| 2022 | Europei           | Monaco    | Lancio del giavellotto       | 17º (q)        | 74,63 m     |                               |
| 2023 | Mondiali          | Budapest  | Lancio del giavellotto       | 33º (q)        | 73,42 m     |                               |
| 2024 | Europei           | Roma      | Lancio del giavellotto       | 14º (q)        | 79,22 m     |                               |
| 2024 | Giochi olimpici   | Parigi    | Lancio del giavellotto       | Qualificazione | nm          |                               |

## Altre competizioni internazionali
2011
- 6º al Festival olimpico della gioventù europea ( Trebisonda), lancio del giavellotto 700 g - 69,15 m